# Loco moco

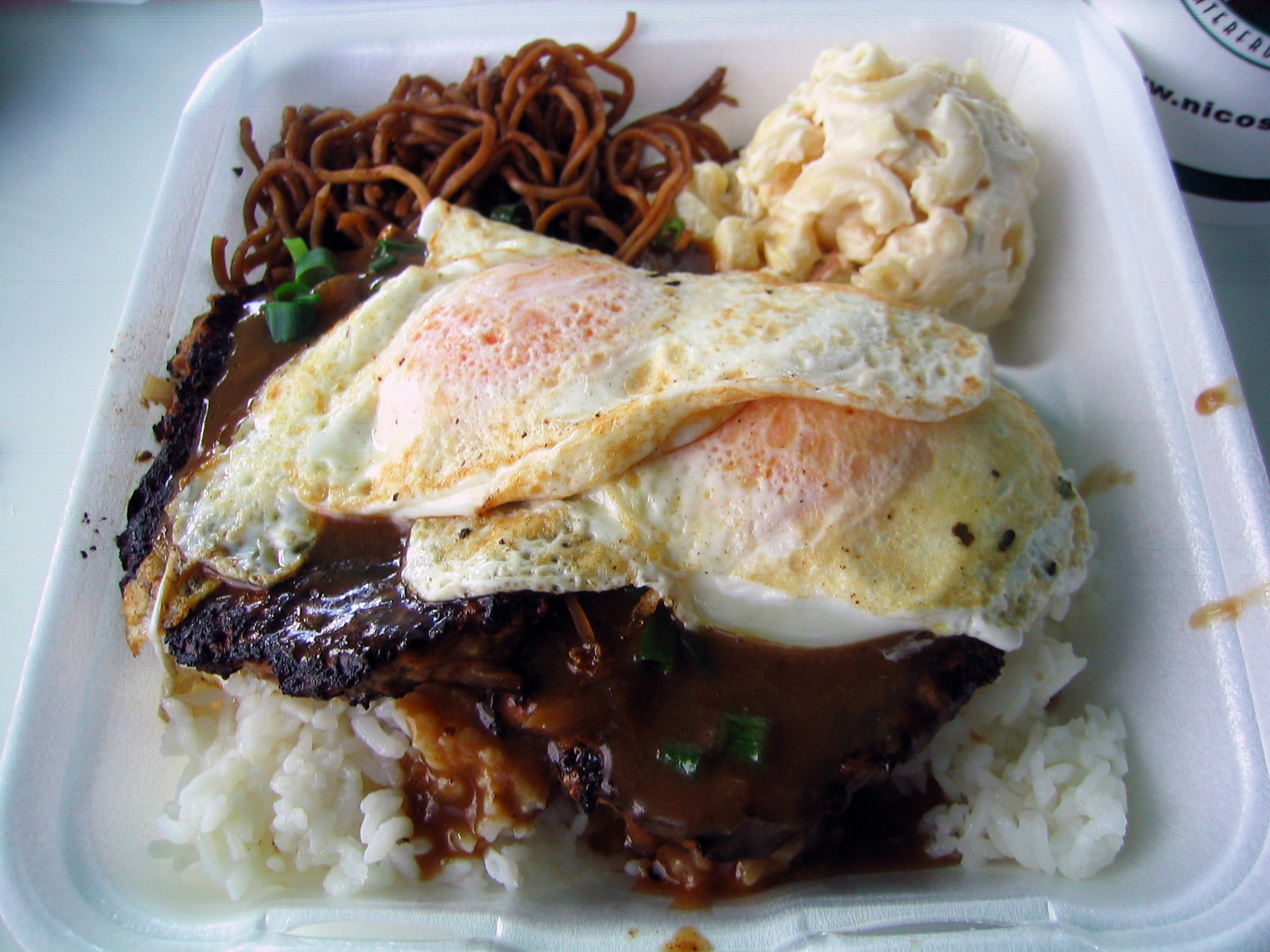
Loco Moco

Loco moco is een gerecht uit de Hawaiiaanse keuken. Er bestaan talloze recepten maar standaard bestaat het gerecht uit witte rijst met daarop vlees en daarop een gebakken ei en dat alles overgoten met saus.
Het gerecht is volgens James Kelly, professor aan de Universiteit van Hawaï, in 1949 door de Inouye-familie gecreëerd.